# 2023年中国気球事件
2023年中国気球事件（2023ねんちゅうごくききゅうじけん）は、2023年2月1日にアメリカ合衆国とカナダの国防当局により、中華人民共和国の偵察用気球と思われる気球が発見された事件。第46代アメリカ合衆国大統領のジョー・バイデンの指示の元、アメリカ合衆国軍によって撃墜された。

## 経緯
気球は発表の数日前から民間の航空路をはるかに超える高度で飛行していることが確認されており、アメリカ軍機などが監視を続けていた。モンタナ州上空での撃墜も検討され、大統領は2月1日の時点で撃墜を指示していたが、破片の落下を危惧して見送られた。
アメリカ合衆国連邦政府は軍事的な機密情報を収集する狙いとみているが、これに対し中国外交部は気球が「中国のもの」であると認めた上で「民用の気象などの科学研究に用いるもので、偏西風の影響で予定の航路を著しく外れた」と主張し、「（気球が）不可抗力の原因で誤って米国に入ったことに遺憾の意を伝えた」とも言及している。
また、この影響でアメリカのアントニー・ブリンケン国務長官は、2月4日（JST）に出発する予定だった訪中を延期することを発表した。長官は気球の飛行は「無責任な行動であり、明確な主権の侵害と国際法の違反にあたる」として、こうした状況は訪中の意義を台無しにするもので、訪問は適当でないと説明した。一方で、中国側が気球の飛行を「遺憾だ」としていることには留意し、米中両国の対話のチャンネルを維持する姿勢に変わりはないとしている。
2月3日にアメリカ国防総省は、2つ目の偵察用気球が飛行中だとの見方を示した。これは、中南米の上空を通過するもので、アメリカ本土に向かっている様子はないと発表している。
2月4日にアメリカのロイド・オースティン国防長官はこの気球をミサイルで撃墜したと発表した。アメリカ空軍によるとバージニア州ラングレー空軍基地の第1戦闘航空団のF-22戦闘機が高度58,000フィート（約17,000m）で、高度60,000～65,000フィート（約18,000～19,500ｍ）の高高度で浮遊する気球に向けてAIM-9Xミサイルを1発発射。サウスカロライナ州の沖合約6マイル（約9.7キロ）、水深約47フィート（約14.3メートル）の地点に落下し、けが人はなかった。今回の作戦にはマサチューセッツ州空軍のF-15C戦闘機やアメリカ海軍のタイコンデロガ級ミサイル巡洋艦「フィリピン・シー」、アーレイ・バーク級ミサイル駆逐艦「オスカー・オースチン」、ハーパーズ・フェリー級ドック型揚陸艦「カーター・ホール」などが支援部隊として参加し、カナダ軍も気球の飛行追跡を支援したとしている。今後、アメリカ軍は連邦捜査局などと共同で調査を行い、気球の情報収集能力についての分析を行う。これについて、共和党はバイデン政権の対応に批判を強めているが前共和党政権時代にも同様の気球が3回ほど確認されている。
2月10日、バイデン政権は「中国人民解放軍の偵察気球の製造などに関与した」ことを理由に6つの中国の関連企業の会社・団体に「禁輸措置」を行うことを明らかにした。アメリカ合衆国商務省はこの措置の理由について、「気球製造などで中国人民解放軍を支援」していて、「米国の安全保障や外交上の利益に反する」と指摘した上で、「中国人民解放軍は高高度の気球を情報収集と偵察のために利用している」ことを非難している。また、同日米国防総省はNORAD（北米航空宇宙防衛司令部）が前日9日に地上レーダーで物体を検知、航空機派遣し無人機を確認し、高度40,000フィート（約12,000m）に浮遊していて民間機到達可能高度で民間飛行の安全に対する合理的な脅威があると判断し、米大統領撃墜命令により米空軍アラスカ州エルメンドルフ・リチャードソン統合基地から2機のF-22が飛び立ち、飛行物体に向けてAIM-9Xミサイルを1発発射して撃墜し、物体はアラスカ沿岸の海氷上に落下確認されていて、回収し解析する予定。米空軍報道官は「この物体については、能力、目的、出所などの説明も含め、現時点ではこれ以上の詳細はわからない」とし、NSC（米国家安全保障会議）広報調整官も「我々はこれを“物体”と呼んでいる。それが今ある最高の説明だからだ。 国有か、企業所有か、個人所有か、誰のものかはわからない。 ただ、わからないのだ」と説明している。物体回収作業にはHC-130、HH-60、CH-47が参加している。
2月11日、カナダのトルドー首相は、カナダの領空を侵犯した、未確認物体の撃墜を命じた上で、「カナダと米国の防衛組織、「NORAD」がカナダ北西部のユーコン準州の上空で撃墜した」ことをツイッターに投稿し、その後カナダ国防相が10日、米空軍がアラスカ沿岸で撃墜した高高度物体と同高度40,000フィート（約12,000m）に浮遊し、民間航空機飛行に危険をおよぼすおそれがあったとし、4日撃墜気球と「似ている可能性がある」としたがより小さく円筒形だったとした。今回は米領空アラスカ州の上空でこの物体を発見されていて米国防総省も撃墜を発表していて、米大統領とカナダ首相が電話会談後、両国が共同運営する「NORAD」の戦闘機が撃墜することを承認し、アラスカ州エルメンドルフ・リチャードソン統合基地のF-22戦闘機2機が、アラスカ州空軍の給油機による支援を受け、アラスカ上空からカナダ領空に侵入後も監視後カナダ北西部のユーコン準州上空でF-22がAIM-9Xミサイルを発射して撃墜し、物体についてはカナダ軍が残骸を回収分析するとし、米国防総省によると、FBI（米国連邦捜査局）とカナダ警察が緊密に連携していくという。カナダ領空追跡にはカナダ空軍のCF-18戦闘機とCP-140哨戒機が編隊に加わり、物体の評価を行った。
2月13日、アメリカ軍は2月4日にサウスカロライナ州沖で撃墜した中国の偵察気球から、「情報収集に使われた可能性のあるセンサー」などの電子機器を回収したことを発表した上で、声明の中で「現場から重要な残骸を回収することができた」として、この回収物にはセンサーと電子機器に加え、構造物の大部分が含まれていることを説明している。
2023年2月14日付のアメリカのワシントン・ポストの電子版は、2023年2月4日に撃墜した偵察気球は海南島の基地から打ち上げられたもので、打ち上げ直後からアメリカ軍と情報機関が、およそ1週間にわたって追跡を続けていたことを伝えている。
日本時間の2023年2月15日、外務省次官の森健良はワシントンでアメリカののシャーマン国務副長官と会談を行い、アメリカの上空に飛来した中国の偵察用気球の対応を協議した結果、このような行為は「主権の侵害で国際法違反にあたる」と両国で確認した。また防衛省は同日、気球が日本に飛来してきた場合に対処するための武器使用要件を緩和することを表明した。
2023年2月15日、アメリカ政府の高官が匿名を条件に明らかにしたところによれば、「当初はグアムやハワイを通過する軌道にあったが、風にあおられてコースを外れたと考えている」ことを話した。
2023年2月22日、アメリカの国防総省はアメリカ軍の偵察機のU-2からアメリカ本土の上空を飛ばす気球を撮影した写真を公開した。

## 気球飛行の一覧
| 日時                 | 場所                                       | 高度                                          | 対応                                                        | 結果                                       | 備考   |
| -------------------- | ------------------------------------------ | --------------------------------------------- | ----------------------------------------------------------- | ------------------------------------------ | ------ |
| 2023年1月28日-2月4日 | 北米上空                                   | 60,000～65,000フィート （約18,000～19,500ｍ） | 米空軍ラングレー基地所属 F-22装備AIM-9Xミサイルにて撃墜     | サウスカロライナ州沖合に落水、回収分析     |        |
| 2023年2月9-10日      | アラスカ州 デッドホース上空                | 40,000フィート （約12,000m）                  | 米空軍エルメンドルフ基地所属 F-22装備AIM-9Xミサイルにて撃墜 | アラスカ州沿岸海氷上に落下、回収           |        |
| 2023年2月10-11日     | アラスカ上空- カナダユーコン準州上空       | 40,000フィート （約12,000m）                  | 米空軍エルメンドルフ基地所属 F-22装備AIM-9Xミサイルにて撃墜 | ユーコン準州に落下、カナダ軍主体で回収分析 |        |
| 2023年2月11-12日     | モンタナ州上空- ミシガン州ヒューロン湖上空 | 20,000フィート （約6,000m）                   | 米空軍所属F-16装備 AIM-9Xミサイルにて撃墜                   | ヒューロン湖に落水、回収分析の意向         | [ 25 ] |

## 気球の推定諸元

気球の推定サイズとF-22戦闘機および自由の女神のサイズとの比較

撃墜前の2月3日に、国家安全保障会議のスポークスマンであるジョン・カービー退役少将は、この気球にはプロペラがあり、操縦可能であると述べた。
また2月4日に、ある米政府高官は米CBSに対して、気球から吊り下げられているペイロード部分は「スクール バス2～3台分」の大きさがあり、気球自体はこれより少し大きいだろうと述べた。
同じく2月4日に、中国外務省の報道官は公式ホームページ上で、「気球は限定的な自己機動能力しか持っておらず、西風で本来のコースから外れてしまった」述べた。 
撃墜直後の2月6日に、アメリカ北方軍(USNORTHCOM) と 北米防空司令部 (NORAD)の司令官であるグレン・バンハーク空軍大将は、記者ブリーフィングで、中国気球の高さは200フィート(61m)、ペイロードのサイズはリージョナルジェットと同程度、その重量は数千ポンド(数トン)を超えているだろうと述べた。
2月7日に、ある米国務省高官は、U-2による気球の接近撮影画像によれば、ペイロードには情報収集用途や位置測定用および通信用と思われる多数のアンテナが取りつけられており、同じくペイロードに取り付けられた大型のソーラーアレイは、多数の諜報用センサーを作動させるに十分な電力を供給することが可能であろうと述べた。また、これらの機器は、気象観測用気球としては、ふさわしいものではないだろうと述べた。

## 反応
アメリカ合衆国
- ブリンケン国務長官は、事件を受け「我が国の主権を侵害するものであり容認することのできない無責任な行動」と述べ、予定していた中国との会談を取りやめた[32]。

 日本
- 事件を受け、防衛省は過去に日本でも複数目撃されていた同種の気球を中国が飛行させた無人偵察用気球であると強く推定されると発表。日本政府は無人気球を撃墜出来るよう見直す方向で調整に入るとした。岸田総理は外交ルートを通じ中国に対して「このような領空侵犯は断じて受け入れられない」と申し入れたと述べた[33]。

 中国
- 中国外務省は気球が撃墜された事について、過剰反応であり両国との関係に深刻な損害を与えたとしつつも、状況の推移を注意深く見守っているとしている[34]。

 台湾
- 台湾政府は事件を受け、「国際法に違反し、文明的な国際社会で容認されるべきではない」と非難している[35]。